# Rosa Raisa

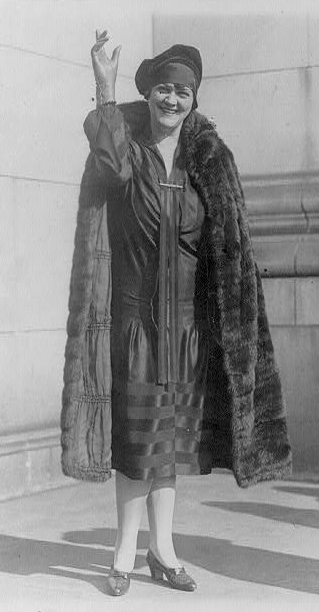
Rosa Raisa, 1927

Rosa Raisa, geboren als Raitza Burchstein, auch Rosa Raisa Rimini, (* 30. Mai 1893 in Białystok, Russisches Kaiserreich; † 28. September 1963 in Los Angeles, Vereinigte Staaten) war eine polnisch-amerikanische Opernsängerin (Sopran) und Gesangspädagogin.

## Leben
Als sie 14 Jahre alt war, flüchtete ihre Familie wegen eines Judenpogroms nach Neapel und wurde dort sesshaft. Ihre Stimme wurde durch die Opernsängerin Eva Tetrazzini entdeckt. Sie studierte am Conservatorio San Pietro a Majella di Napoli und danach bei Barbara Marchisio in Mailand.
Von 1912 bis 1913 sang sie noch als Rosa Burchstein in Konzerten in Rom und Neapel. 1913 gab sie ihr Debüt als Opernsängerin bei den Verdi-Jahrhundertfeiern am Teatro Regio di Parma als „Leonora“ in Oberto. Sie sang bei der Uraufführung von Giacomo Puccinis Oper Turandot am 25. April 1926 in der Mailänder Scala. Der Dirigent war Arturo Toscanini.
Bei der Neueröffnung des Opernhauses von Chicago am 4. November 1929 sang sie die „Aida“. Von dort aus gastierte sie am Royal Opera House in London (1914, 1933), an der Grand Opéra Paris, an den Opern von Brüssel (Théâtre de la Monnaie), Rio de Janeiro, Montevideo und São Paulo.
In Chicago errichtete sie mit ihrem Mann Giacomo Rimini (Heirat 1920, 1887–1952) gemeinsam ein Opernstudio, das sie auch nach seinem Tod weiterbetrieb. Dort unterrichtete sie unter anderem Giorgio Tozzi.
Gegen Ende ihres Lebens hielt sie sich zumeist in Kalifornien auf, aber auch viel in ihrer Villa San Floriano am Gardasee.

## Nachwirken
Die Lyric Opera of Chicago widmete ihr zum Andenken die Eröffnungsvorstellung der Saison 1963/64 mit einer Aufführung von Verdis Nabucco.